# 北极街道
北极街道，是中华人民共和国吉林省吉林市船营区下辖的一个街道办事处。为回民聚居区，1999年末时回族人口约占全街道的10%。

## 历史
清康熙十二年（1673年），副都统安珠瑚率军建吉林乌拉城时，设北门，俗称“北关”，乾隆七年，扩建城池时称为“大北门”，亦称“老北关”，同治六年（1867年）第二次扩建城池时，该门再度重修，改称“北极门”，北极街道因此得名。

## 行政区划
北极街道下辖以下地区：
致和南社区、光明社区、岭前社区和望云社区。